# At the Deer Head Inn
At the Deer Head Inn från 1994 är ett livealbum med pianisten Keith Jarrett, basisten Gary Peacock och trumslagaren Paul Motian. Det spelades in under en konsert på the Deer Head Inn i Delaware Water Gap, Pennsylvania 1992.

## Låtlista
1. Solar (Miles Davis) – 11:22
2. Basin Street Blues (Spencer Williams) – 9:09
3. Chandra (Jaki Byard) – 9:22
4. You Don't Know What Love Is (Gene de Paul/Don Raye) – 12:55
5. You and the Night and the Music (Arthur Schwartz/Howard Dietz) – 5:42
6. Bye Bye Blackbird (Ray Henderson/Mort Dixon) – 10:14
7. It's Easy to Remember (Richard Rodgers/Lorenz Hart) – 7:47

## Medverkande
- Keith Jarrett – piano
- Gary Peacock – bas
- Paul Motian – trummor